# Sainte-Soulle

Sainte-Soulle este o comună în departamentul Charente-Maritime, Franța. În 1 ianuarie 2022 avea o populație de 5.016 de locuitori.